# 7. szimfónia (Beethoven)

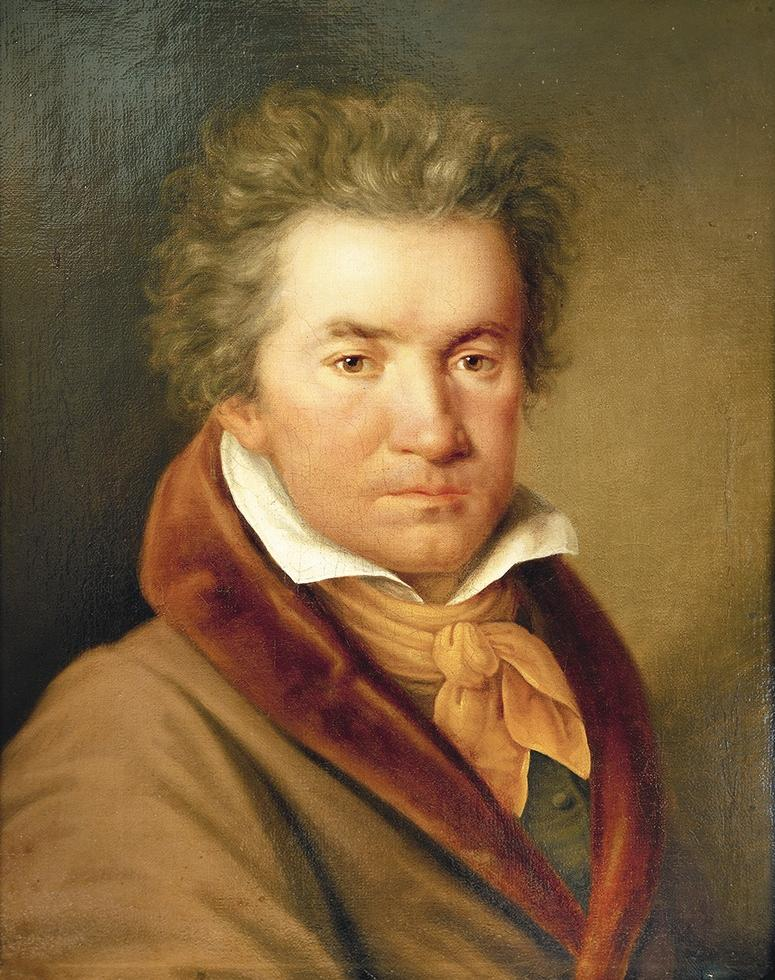
Beethoven portréja 1815-ből, Joseph Willibrord Mähler alkotása, két évvel a 7. szimfónia premierje után

A 7., A-dúr szimfóniát (op. 92.) Ludwig van Beethoven négy tételben komponálta 1811 és 1812 között, amíg a csehországi fürdőhelyen, Teplicén egészségét kúrálta. A zeneművet barátjának, gróf Moritz von Friesnek ajánlotta.
A szimfónia hangneme A-dúr. „Tételeinek sajátos ritmikája adja a mű jellegzetességét. Mind a négy tételben meghatározó fontosságú az egy hosszú és két rövid hangból álló ritmusképlet.”
Beethoven a premieren megjegyezte, hogy ez volt élete egyik legjobb műve. Az Allegretto népszerűsége azt eredményezte, hogy gyakran játszották önállóan, a teljes szimfóniától elkülönülten.

## Premier
A szimfónia bemutatójára a Hanaui csatában megsebesült katonák számára rendezett jótékonysági koncerten, 1813. december 8-án Bécsben került sor, Beethoven személyes közreműködésével. Beethoven indítékát a résztvevők így fogalmazták meg: „Mi más mozgatja, mint a tiszta hazafiság”.[forrás?]
A zenekart Beethoven barátja, Ignaz Schuppanzig vezette, a zenészek között a legkiválóbbak játszottak: Louis Spohr, Johann Nepomuk Hummel, Giacomo Meyerbeer, Antonio Salieri hegedűművészek, Anton Romberg fagottos és az olasz nagybőgő-virtuóz, Domenico Dragonetti, akikkel Beethoven maga játszott „nagy tűzzel és kifejező erővel”. Azt beszélték, hogy a premieren az olasz gitárvirtuóz, Mauro Giuliani játszott csellón.[forrás?]
A darabot nagyon jól fogadták, és a második tételt, az Allegrettót a hatalmas siker miatt meg kellett ismételni.[forrás?]

## Hangszerelés
2 fuvola, 2 oboa, 2 klarinét (A), 2 fagott, 2 kürt (A), 2 trombita (D), üstdob és vonósok.

## Forma
A 7. szimfónia négy tételben:
- I. Poco sostenuto – Vivace
- II. Allegretto
- III. Presto – Assai meno presto (trio)
- IV. Allegro con brio

A zenemű mintegy 40 perc hosszú, és lényegesen eltér a többi szimfóniától. „Minden tételnek különleges ritmusa van. Ezért figyelni kell az egyes tételek tempóelőírásaira.” A szimfónia egésze táncra utaló ritmikai eszközöket, ritmikusan ismétlődő motívumokat használ. Az apró tónusok a feszültség fokozására szolgálnak.

### Első tétel
Az első tétel egy hosszú, Poco sostenuto (kissé vontatottan, kimérten) tempó jelzésű terjedelmes bevezetéssel kezdődik, hogy a hosszan emelkedő lépcsőzetes skálamenetek megkönnyítsék az átmenetet C-dúrba és F-dúrba. Az első tétel tempójelzése Vivace (élénken, gyorsan). A Vivace egy szonátaforma, életteli táncszerű ritmikájával, gyors dinamikus váltásokkal és váratlan hangnemváltásokkal; különösen a zenei kibontakozás nyitó C-dúr részén és a terjedelmes F-dúr epizódoknál. A tétel egy hosszú kódával fejeződik be, amely hasonlóan kezdődik, mint a kibontakozás. A kódában egy kétütemes motívum ismétlődik tízszer, hogy a háttérben a négy oktávval mélyebb E hang orgonapontként állandóan visszatérjen. Az ismétlődések dinamikája fokozatosan nő.

### Második tétel
A második tétel (a-moll) tempó jelölése Allegretto (mérsékelten gyors, gyorsacska), a másik három tételhez hasonlítva visszafogottabb. Ez a tétel óriási sikert aratott, amelyet megismételtettek a premieren, és népszerű maradt azóta is. A kettős variációs formában szerkesztett tétel a fő dallamot játszó hegedűvel és csellóval kezdődik. Ezután a második hegedűk veszik át ezt a dallamot, amíg a hegedűk és a csellók a másik fő dallamot játsszák. A dallamról George Grove azt írta, „olyan, mint egy sor gyönyörűség kéz a kézben”. Ezután az első hegedűk veszik át az első dallamot, amíg a másodhegedűk a másodikat. A két dallam egymásba fonódik, a dinamika erősödik, és a tétel elér a csúcspontra; a fúvósok az első dallamot játsszák, az első hegedű a második dallamot. A csúcspontot követően a zene a-mollból A-dúrba vált, a klarinétok nyugodtabb, lírai dallamot játszanak, melyet a háttérben a hegedűk könnyed játéka fest alá. Ezt követően a fődallam feldolgozását halljuk, melynek végén az első dallam hallatszik ismétlődve. Majd a második rész lírai dallama egyre távolodva, egyre messzebbről és halkabban tűnik el.

### Harmadik tétel
A harmadik tétel egy scherzo F-dúrban, és a tétel középső része a trió D-dúrban; kedélyes, vidám karakterű tétel, tempójelzése Presto (gyorsan), és Assai meno presto (kevésbé gyorsan). A szokásos hármas szerkezeti forma, A-B-A kibővül az A-B-A-B-A formára, ami Beethovennek ebben az időszakban írt más zeneműveiben is meglehetősen gyakori, mint például a 4. szimfónia, a „Pastorale” szimfónia és a Vonósnégyes Op. 59 No. 2.

### Negyedik tétel
Az utolsó tétel a szimfónia megkoronázása, szonátaforma, tempójelzése Allegro con brio (élénken, gyorsan). A coda Beethoven zenéjének egyik ritka példája, erőteljes ƒƒƒ jelöléssel (forte, fortissimo vagy fortississimo). George Grove Beethoven és a 9. szimfónia (1896) című könyvében írta: „Az egész tételen uralkodó erő bámulatos, és emlékeztet egy Carlyle-hősre, Ram Dassra, akiben elég tűz volt ahhoz, hogy felégesse az egész világot”. Donald Tovey A zenei elemzés esszéi című írásában ezt a tételt „bacchusi düh”-ként, több más író pedig a tánc energiájának örvényléseként kommentálta: Beethoven fő témája messziről emlékeztet egy ír népdalra.

## Fogadtatása
A kritikusok és a hallgatók a 7. szimfónia hallatán zavarodottságot vagy ihletettséget éreztek. 
… az utolsó tétel elfojthatatlan ütemben süvít fel, azzal fenyegetve, hogy lesöpri az egész zenekart és a színházat, … a legtökéletesebb szimfónia, amit valaha írtak.
A zeneszerző és komponista Anthony Hopkins mondta a szimfóniáról.
A VII. szimfónia talán több igazi spontán érzést ad nekünk, mint bárki más; a hangjegyek úgy tűnik, hogy szinte repülnek a kottáról. Beethoven maga mondta szeretettel: „egyik legjobb művem”. Kik vagyunk mi, hogy vitatkozzunk a véleményével?
Másik csodálója, Richard Wagner, utalva az egész zeneművet átható életteli ritmusokra, a tánc apoteózisának nevezte.
Másrészről viszont a Beethoven munkája iránti csodálat nem volt általános. Friedrich Wieck, aki a próbák alatt jelen volt, azt mondta: a zenészek és a hallgatóság megegyezett abban, hogy Beethoven a szimfóniát részeg állapotban írhatta meg, és a karmester, Thomas Beecham a negyedik tételre megjegyezte: „Mit tudsz kezdeni vele? Olyan, mintha egy csomó jak ugrándozna körbe-körbe.”
Úgy tűnik, Beethoven első életrajzírójától, Anton Schindlertől származott az a Carl Maria von Webernek tulajdonított rosszindulatú állítás, miszerint az első tétel codája a bizonyíték arra, hogy Beethoven megérett a bolondokházára. John Hamilton Warrack, Weber életrajzírója szerint azonban szemernyi bizonyíték nincs arra, hogy Weber tette volna ezt a megjegyzést.

## Fordítás
- Ez a szócikk részben vagy egészben a Symphony No. 7 (Beethoven) című angol Wikipédia-szócikk ezen változatának fordításán alapul.  Az eredeti cikk szerkesztőit annak laptörténete sorolja fel. Ez a jelzés csupán a megfogalmazás eredetét és a szerzői jogokat jelzi, nem szolgál a cikkben szereplő információk forrásmegjelöléseként.